# Edwin Austin Abbey
Edwin Austin Abbey (Filadelfia, 1852-1911) fue un pintor e ilustrador estadounidense.
Estudió en la Academia de Bellas Artes de Pensilvania, trabajando después para la Harper & Brothers y enviado a Inglaterra, donde reunió material para el estampado de poemas y otros libros. Su ilustración de William Shakespeare es considerada su mejor obra.
The Quest and Achievement of the Holy Grail, una serie de paneles que se encuentran en la Biblioteca Pública de Boston, es quizá su más famosa pintura. Fue también el pintor oficial de la coronación del rey Eduardo VII. Murió debido a una enfermedad.